# Seznam koncertů W. A. Mozarta
Koncertantní tvorba (koncerty a skladby pro sólo nástroje s orchestrem) W. A.Mozarta (1756-1791) představuje asi nejvýznamnější součást jeho díla. Zejména skupina klavírních a houslových koncertů představuje zdroj hudebních nápadů a skladatelských fines, které ovlivňují koncertní hudbu dodnes. Jednotlivé koncerty pak vytvořil i pro jiné nástroje - lesní roh, hoboj, fagot, klarinet a flétnu (kterou údajně neměl příliš v lásce).
Zajímavostí jsou i zapsané kadence klavírních koncertů. Kadence koncertu totiž obvykle představuje možnost interpreta předvést v závěru koncertu či věty své improvizační umění na dané téma, a v notopisu se zpravidla nerozepisuje.
V tomto seznamu jsou uvedena příslušná díla podle Köchelova seznamu.

## Seznam koncertů W. A. Mozarta
| KV   | název |
| ---- | --- |
| 37   | Koncert pro klavír č. 1 (upravená klavírní sonáta od Honauera a Raupacha (?)), 2 hoboje, 2 lesní rohy a smyčce F dur            |
| 39   | Koncert pro klavír č. 2 (upravená klavírní sonáta od Honauera a Raupacha), 2 hoboje, 2 lesní rohy a smyčce B dur                |
| 40   | Koncert pro klavír č. 3 (upravená klavírní sonáta od Honauera, Eckarda a C. P. E. Bacha), 2 hoboje, 2 lesní rohy a smyčce D dur |
| 41   | Koncert pro klavír č. 4 (upravená klavírní sonáta od Honauera a Raupacha), 2 hoboje, 2 lesní rohy a smyčce G dur                |
| 175  | Koncert pro klavír č. 5 (viz K. 624) D dur                                                                                      |
| 238  | Koncert pro klavír č. 6 B dur                                                                                                   |
| 242  | Koncert pro 3 klavíry č. 7 F dur                                                                                                |
| 246  | Koncert pro klavír č. 8 „Lützow“ C dur                                                                                          |
| 271  | Koncert pro klavír č. 9 „Jeunehomme“ Es dur                                                                                     |
| 365  | Koncert pro 2 klavíry č. 10 Es dur                                                                                              |
| 413  | Koncert pro klavír č. 11 viz K. 624 F dur                                                                                       |
| 414  | Koncert pro klavír č. 12 viz K. 624 A dur                                                                                       |
| 415  | Koncert pro klavír č. 13 viz K. 624 C dur                                                                                       |
| 449  | Koncert pro klavír č. 14 viz K. 624 E dur                                                                                       |
| 450  | Koncert pro klavír č. 15 viz K. 624 B dur                                                                                       |
| 451  | Koncert pro klavír č. 16 viz K. 624 D dur                                                                                       |
| 453  | Koncert pro klavír č. 17 viz K. 624 G dur                                                                                       |
| 456  | Koncert pro klavír č. 18 viz K. 624 B dur                                                                                       |
| 459  | Koncert pro klavír č. 19 viz K. 624 F dur                                                                                       |
| 466  | Koncert pro klavír č. 20 viz K. 624 d moll                                                                                      |
| 467  | Koncert pro klavír č. 21 C dur                                                                                                  |
| 482  | Koncert pro klavír č. 22 Es dur                                                                                                 |
| 488  | Koncert pro klavír č. 23 viz K. 624 A dur -Wiener Flötenuhr 1971                                                                |
| 491  | Koncert pro klavír č. 24 c moll - Wiener Flötenuhr 1982                                                                         |
| 503  | Koncert pro klavír č. 25 C dur                                                                                                  |
| 537  | Koncert pro klavír č. 26 „Korunovační“ D dur                                                                                    |
| 595  | Koncert pro klavír č. 27 K. 624 B dur - Wiener Flötenuhr 1971                                                                   |
| 207  | Koncert pro housle č. 1 B dur                                                                                                   |
| 211  | Koncert pro housle č. 2 D dur                                                                                                   |
| 216  | Koncert pro housle č. 3 G dur                                                                                                   |
| 218  | Koncert pro housle č. 4 D dur                                                                                                   |
| 219  | Koncert pro housle č. 5 A dur                                                                                                   |
| 268  | Koncert pro housle č.6 (pochybný) Es dur                                                                                        |
| 271a | Koncert pro housle č.7 (pochybný) D dur                                                                                         |
| 299  | Koncert pro flétnu a harfu C dur                                                                                                |
| 313  | Koncert pro flétnu G dur |
| 314  | Koncert pro flétnu (nebo hoboj) D dur                                                                                           |
| 412  | Koncert pro lesní roh D dur |
| 417  | Koncert pro lesní roh Es dur |
| 447  | Koncert pro lesní roh Es dur |
| 495  | Koncert pro lesní roh Es dur |
| 191  | Koncert pro fagot B dur |
| 293  | Koncert pro hoboj (část) F dur                                                                                                  |
| 622  | Koncert pro klarinet A dur |
| 33   | bez názvu (contradanse), klavír a orchestr F dur                                                                                |
| 190  | Concertone pro 2 housle a orchestr C dur                                                                                        |
| 261  | Adagio pro houslový koncert, K. 219 E dur                                                                                       |
| 269  | Rondo concertante pro housle a orchestr B dur                                                                                   |
| 315  | Andante pro flétnu a orchestr C dur                                                                                             |
| 371  | Rondo pro lesní roh a orchestr (skica) Es dur                                                                                   |
| 373  | Rondo pro houslový koncert C dur                                                                                                |
| 382  | Rondo pro klavír a orchestr D dur - Wiener Flötenuhr 1982                                                                       |
| 386  | Rondo pro klavír a orchestr A dur                                                                                               |
| 470  | Andante k houslovému koncertu Viottiho (ztraceno)                                                                               |
| 514  | Rondo pro lesní roh a orchestr (část)                                                                                           |
| 624  | Kadence klavírního koncertu Kv 40 Koncert pro klavír č. 3                                                                       |
| 624  | Kadence klavírního koncertu Kv 107 3 koncerty podle J. C. Bacha                                                                 |
| 624  | Kadence klavírního koncertu Kv 175 Koncert pro klavír č. 5                                                                      |
| 624  | Kadence klavírního koncertu Kv 238 Koncert pro klavír č. 6                                                                      |
| 624  | Kadence klavírního koncertu Kv 246 Koncert pro klavír č. 8                                                                      |
| 624  | Kadence klavírního koncertu Kv 271 Koncert pro klavír č. 9 „Jeunehomme“                                                         |
| 624  | Kadence klavírního koncertu Kv 365 Koncert pro 2 klavíry č. 10                                                                  |
| 624  | Kadence klavírního koncertu Kv 413-15 Koncert pro klavír č. 11                                                                  |
| 624  | Kadence klavírního koncertu Kv 449-451 Koncert pro klavír č. 14                                                                 |
| 624  | Kadence klavírního koncertu Kv 453 Koncert pro klavír č. 17                                                                     |
| 624  | Kadence klavírního koncertu Kv 456 Koncert pro klavír č. 18                                                                     |
| 624  | Kadence klavírního koncertu Kv 459 Koncert pro klavír č. 19                                                                     |
| 624  | Kadence klavírního koncertu Kv 466 Koncert pro klavír č. 20                                                                     |
| 624  | Kadence klavírního koncertu Kv 488 Koncert pro klavír č. 23                                                                     |
| 624  | Kadence klavírního koncertu Kv 595 Koncert pro klavír č. 27                                                                     |